# Xe congrès du Parti populaire
Le Xe congrès du Parti populaire (en espagnol : X Congreso Nacional del Partido Popular) est un congrès du Parti populaire (PP) espagnol, organisé du 31 mars au 1er avril 1990 à Séville, afin d'élire le comité exécutif et d'adopter la motion politique et les nouveaux statuts.
José María Aznar, vice-président du PP depuis 1989, est élu président en remplacement de Manuel Fraga, qui prend le titre honorifique de président fondateur.

## Comité d'organisation
Le comité d'organisation du congrès est présidé par l'ancien président d'Alliance populaire (AP), Félix Pastor (es).

## Candidat à la présidence
| Candidat | Candidat | Candidat                  | Fonction politique récente |
| -------- | -------- | ------------------------- | --- |
|          |          | José María Aznar (37 ans) | Député aux Cortes Generales (depuis 1989) Vice-président du PP (depuis 1989) Président de la Junte de Castille-et-León (1987-1989) |

Le 16 janvier 1990, le vice-président du PP José María Aznar annonce qu'il sera candidat à la présidence du PP et qu'il proposera que le sortant, Manuel Fraga, se voit attribuer le titre de « président fondateur ».

## Déroulement
Le congrès est convoqué les 31 mars et 1er avril 1990 à Séville.
Deux motions sont débattues au cours du congrès, rédigées par autant de groupes de travail : 
- Motion politique, coordonnée par Francisco Álvarez-Cascos ;
- Motion statutaire, coordonnée par Federico Trillo.

## Résultats
Le 31 mars, José María Aznar est élu président du PP : sa liste pour le comité exécutif national reçoit le soutien de 99,47 % des suffrages exprimés.

### Élection du comité exécutif national
| Candidat        | Candidat         | Voix  | %     |
| --------------- | ---------------- | ----- | ----- |
|                 | José María Aznar | 2 069 | 99,47 |
|                 | Votes blancs     | 11    | 0,53  |
|                 |                  |       |       |
| Votes valides   | Votes valides    | 2 080 | 96,63 |
| Votes invalides | Votes invalides  | 70    | 3,37  |
| Total           | Total            | 2 050 | 100   |

### Composition du comité exécutif
À la suite de sa victoire, José María Aznar annonce le nom des membres qu'il a choisi pour entrer dans la direction nationale du parti,. Les principales fonctions avaient déjà été annoncées à l'occasion de la présentation du règlement du congrès en comité directeur, le 26 février.
| Comité exécutif national                 | Comité exécutif national    |
| ---------------------------------------- | --------------------------- |
| Président fondateur                      | Manuel Fraga                |
| Président                                | José María Aznar            |
| Secrétaire général                       | Francisco Álvarez-Cascos    |
| Vice-secrétaire général                  | Juan José Lucas             |
| Vice-secrétaire général                  | Arturo Moreno               |
| Secrétaire à l'Organisation              | Juan Carlos Vera            |
| Secrétaire à la Formation                | Guillermo Gortázar          |
| Secrétaire aux Études et aux Programmes  | Carlos Aragonés             |
| Secrétaire aux Relations internationales | Gabriel Mañueco (es)        |
| Membre                                   | José Luis Álvarez           |
| Membre                                   | Gaspar Ariño (es)           |
| Membre                                   | Soledad Becerril            |
| Membre                                   | Pío Cabanillas              |
| Membre                                   | Gabriel Cisneros            |
| Membre                                   | Juan Tomás Esteo Palomo     |
| Membre                                   | María Teresa Estevan Bolea  |
| Membre                                   | Juan Manuel Fabra (ca)      |
| Membre                                   | Miguel Herrero              |
| Membre                                   | Rodolfo Martín Villa        |
| Membre                                   | Abel Matutes                |
| Membre                                   | Jaime Mayor Oreja           |
| Membre                                   | Alejandro Muñoz-Alonso (es) |
| Membre                                   | José Manuel Otero Novas     |
| Membre                                   | Loyola de Palacio           |
| Membre                                   | Félix Pastor (es)           |
| Membre                                   | Mariano Rajoy               |
| Membre                                   | Luis Ramallo                |
| Membre                                   | Ramiro Rivera (es)          |
| Membre                                   | José Manuel Romay           |
| Membre                                   | Blas Rosales Henríquez      |
| Membre                                   | Alberto Ruiz-Gallardón      |
| Membre                                   | Javier Rupérez (es)         |
| Membre                                   | Isabel Tocino               |
| Membre                                   | Federico Trillo             |
| Membre                                   | Celia Villalobos            |